# جوزيف بيرس (سياسي)
جوزيف بيرس هو سياسي أمريكي، ولد في 25 يونيو 1748 في بورتسموث في الولايات المتحدة، وتوفي في 12 سبتمبر 1812. انتخب عضو مجلس النواب الأمريكي ‏.